# 부스섬

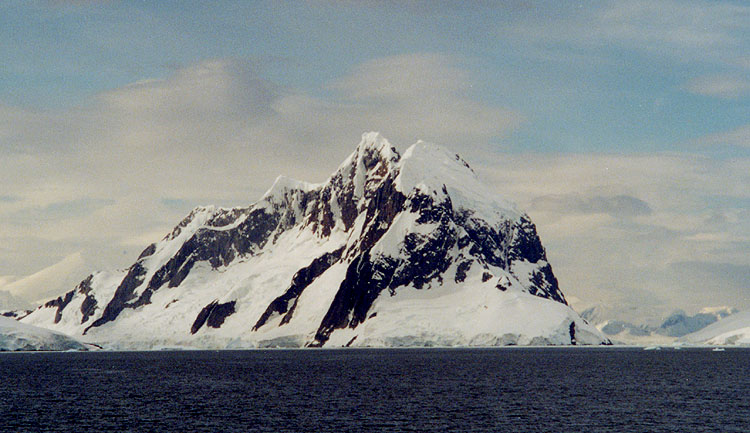
부스 섬

부스섬(Booth Island)은 남극 반도 서안에 있는 Y자형을 한 길이 5마일의 섬이다. 빌헬름 제도의 일부분으로, 위치는 남위 65도 8분, 서경 64도 10분이다. 다르만이 이끌었던 독일의 탐험대(1873년 ~ 1874년)가 발견하였다. 이름은 당시 함부르크 지리 협회의 회원이었던 오스카 부스와 스탠리 부스 중 한 명의 이름을 땄거나, 모두의 이름을 딴 것으로 추측되고 있다. 완델섬(Wandel Island)이라는 명칭도 있는데, 벨기에의 남극 탐험대(1897년 ~ 1899년)가 신청한 명칭으로 남극지방명칭자문위원회가 기각하였다.

## 같이 보기
- 남극의 영유권 주장 목록